# Kruchaweczka krótkokorzeniasta

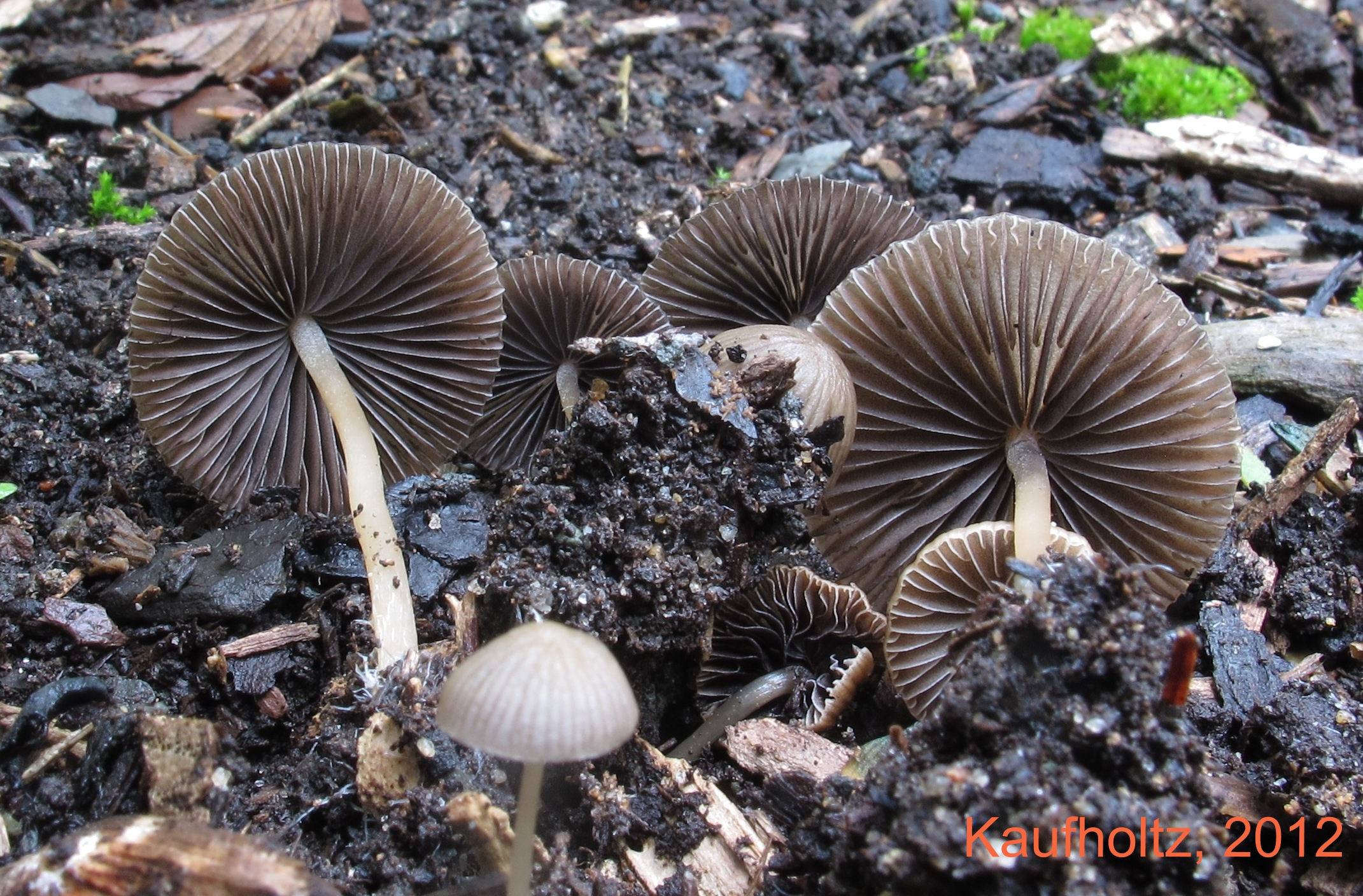

Kruchaweczka krótkokorzeniasta (Psathyrella microrhiza (Lasch) Konrad & Maubl. – gatunek grzybów należący do rodziny kruchaweczkowatych (Psathyrellaceae).

## Systematyka i nazewnictwo
Pozycja w klasyfikacji według Index Fungorum: Psathyrella, Psathyrellaceae, Agaricales, Agaricomycetidae, Agaricomycetes, Agaricomycotina, Basidiomycota, Fungi.
Po raz pierwszy takson ten opisał w 1828 r. Wilhelm Gottlob Lasch i Christopher Edmund Broome nadając mu nazwę Agaricus microrhizus. Obecną, uznaną przez Index Fungorum nazwę nadali mu Paul Konrad i André Maublanc w 1949 r.
Synonimy:
- Agaricus microrhizus Lasch, Linnaea 3: 426 (1828
- Agaricus semivestitus Berk. & Broome 1861
- Drosophila microrhiza (Lasch) Quél. 1886
- Drosophila microrhiza f. pseudobifrons Romagn. 1949
- Drosophila semivestita (Berk. & Broome) Quél. 1888
- Pilosace microrhizus (Lasch) Kuntze 1898
- Pilosace semivestitus (Berk. & Broome) Kuntze 1898
- Psathyra microrhiza (Lasch) P. Kumm., 1871
- Psathyra semivestita (Berk. & Broome) Sacc. 1887
- Psathyrella microrhiza f. pumila Kits van Wav. 1985
- Psathyrella semivestita (Berk. & Broome) A.H. Sm. 1941
- Psathyrella squamifera P. Karst. 1883

Polską nazwę zaproponował Władysław Wojewoda w 2003 r. F. Teodorowicz w 1933 r. opisywał ten gatunek pod nazwą kruszak drobnokorzeniasty.

## Występowanie
Opisano występowanie Psathyrella microrhiza w wielu krajach Europy, w kilku miejscach Ameryki Północnej  oraz na Nowej Zelandii. W Polsce gatunek rzadki. Znajduje się na Czerwonej liście roślin i grzybów Polski. Ma status R – gatunek potencjalnie zagrożony z powodu ograniczonego zasięgu geograficznego i małych obszarów siedliskowych.  Władysław Wojewoda w swoim zestawieniu grzybów wielkoowocnikowych Polski w 2003 r. podaje tylko 2 jego stanowiska. Bardziej aktualne stanowiska podaje internetowy atlas grzybów.
Saprotrof. Występuje w lasach liściastych wśród liści, na opadłych gałązkach i resztkach drzewa.